# Аухадиев, Койгельды
Койгельды́ Аухади́ев (декабрь 1907 — 29 сентября 1943) — Герой Советского Союза (16.10.1943), участник Великой Отечественной войны, командир расчёта противотанкового ружья 10-го гвардейского стрелкового полка 6-й гвардейской стрелковой дивизии 60-й армии Центрального фронта, гвардии младший сержант.

## Биография
Родился в декабре 1907 года в селе Урнек ныне Кокпектинского района Восточно-Казахстанской области (Казахстан) в семье крестьянина. Казах. Работал председателем колхоза. В армии с мая 1942 года.
Участник Великой Отечественной войны с июня 1942 года. Отличился 23-24 сентября 1943 года в должности командира расчёта противотанкового ружья 10-го гвардейского стрелкового полка (Центральный фронт). Его расчёт переправился через реку Днепр у деревни Нижние Жары (Брагинский район Гомельской области, Белоруссия) и при отражении контратаки противника подбил несколько танков и самоходных орудий.
Погиб в бою 29 сентября 1943 года в 3 километрах северо-восточнее села Яновка Чернобыльского района Киевской области (ныне урочище Ивановка на территории Иванковского района Киевской области).
За мужество, отвагу и героизм, проявленные в борьбе с немецкими захватчиками, Указом Президиума Верховного Совета СССР от 16 октября 1943 года гвардии младшему сержанту Аухадиеву Койгельды присвоено звание Героя Советского Союза (посмертно).

## Награды
- Медаль «Золотая Звезда» Героя Советского Союза
- Орден Ленина

## Память
- Похоронен в братской могиле в селе Парышев ныне Иванковского района Киевской области (Украина).
- В селе Большая Буконь установлен бюст Койгельды Аухадиева.
- В селе Теректы Кокпектинского района установлен памятник.
- Именем Героя названы колхоз, улица и ПТУ в селе Кокпекты, школа в селе Теректы.